# Медіана трикутника
Медіа́на — в геометрії, відрізок, який з'єднує вершину трикутника з серединою протилежної сторони

## Властивості

Медіани трикутника виділені червоним кольором.

- Медіани трикутника перетинаються в точці, яка є його центром мас.
- Медіана поділяє трикутник на два трикутники з рівними площами, а три проведені медіани — на шість рівновеликих.
- В точці перетину медіани трикутника діляться у відношенні 2:1 (рахуючи від вершини).
- Медіана прямокутного трикутника, проведена до гіпотенузи, дорівнює половині гіпотенузи.
- При афінному перетворенні площини медіана трикутника переходить в медіану.
- Якщо дві медіани трикутника перпендикулярні, то сума квадратів сторін, на які вони опущені, у п'ять разів більша за квадрат третьої сторони, тобто якщо {\displaystyle m_{b}\perp m_{c}}, то {\displaystyle b^{2}+c^{2}=5a^{2}}.
- В рівнобедреному трикутнику медіана проведена до основи є також бісектрисою і висотою.
- Медіана ізотомічно спряжена сама собі.

## Формули
- {\displaystyle m_{a}^{2}={\frac {2b^{2}+2c^{2}-a^{2}}{4}}}, де {\displaystyle a} — сторона трикутника, до якої проведена медіана; {\displaystyle b,c} — інші сторони трикутника.
- Сума квадратів медіан довільного трикутника становить 3/4 від суми квадратів його сторін: {\displaystyle m_{a}^{2}+m_{b}^{2}+m_{c}^{2}={\frac {3}{4}}(a^{2}+b^{2}+c^{2})}.
- Довжина сторони трикутника через медіани визначається наступним чином: {\displaystyle a={\frac {2}{3}}{\sqrt {2(m_{b}^{2}+m_{c}^{2})-m_{a}^{2}}}}, де {\displaystyle m_{a}}, {\displaystyle m_{b}}, {\displaystyle m_{c}} — медіани, проведені до відповідних сторін трикутника.
- Довжина медіани через прилеглі сторони та кут між ними: {\displaystyle m_{a}={1 \over 2}{\sqrt {b^{2}+c^{2}+2bc\cos \alpha }}}